# Westerland (canción)
«Westerland» es la quinta canción y el segundo sencillo del álbum Das ist nicht die ganze Wahrheit... de Die Ärzte. El nombre hace referencia a la ciudad balnearia de Westerland en la isla de Sylt.
La canción termina con una frase en inglés: "I think we got a hit record"

## Lista de canciones
1. «Westerland» (Urlaub) - 3:40
2. «Westerland» (Versión en vivo) (Urlaub) - 3:07

### Maxisencillo
1. «Westerland» (Kommerzmix) (Urlaub) - 9:54
2. «Westerland» (Versión en vivo) (Urlaub) - 3:07
3. «Westerland» (Extended Ganja) (Urlaub) - 4:47

### Maxi-CD
1. «Westerland» (Urlaub) - 3:40
2. «Westerland» (Versión en vivo) (Urlaub) - 3:07
3. «♀» (Urlaub) - 1:47

- Datos: Q4355421